# Nate Richert
Nate Richert, nato Nathaniel Eric Richert (Saint Paul, 28 aprile 1978), è un attore statunitense.
È meglio conosciuto come Harvey Kinkle nella serie tv Sabrina - Vita da strega.

## Curiosità
- Suona la chitarra i tamburi, l'armonica a bocca e il banjo.
- Ha inciso un album Tone Control, nel 2004.
- È alto 1,80 cm
- È stato fidanzato con l'attrice Lindsay Sloane

## Filmografia

### Cinema
- Lovely & Amazing, regia di Nicole Holofcener (2001)
- Are You a Serial Killer, regia di Patrick Durham - cortometraggio (2002)
- Piñata - L'isola del terrore (Demon Island), regia di David Hillenbrand e Scott Hillenbrand (2002)
- The Sure Hand of God, regia di Michael Kolko (2004)
- Gamebox 1.0 - Gioca o muori (Game Box 1.0), regia di David Hillenbrand e Scott Hillenbrand (2004)
- H-e-n-r-y, regia di William Kruse - cortometraggio (2006)

### Televisione
- Sabrina - Vita da strega - serie TV, 123 episodi (1996-2003)
- Fantasilandia - serie TV, 1 episodio (1998)
- Il tocco di un angelo - serie TV, 1 episodio (2000)

### Doppiaggio
- Sabrina, the Teenage Witch: Spellbound - videogioco (1998)